# Agathia magnificentia
Agathia magnificentia är en fjärilsart som beskrevs av Inoue 1978. Agathia magnificentia ingår i släktet Agathia och familjen mätare. Inga underarter finns listade i Catalogue of Life.

## Bildgalleri

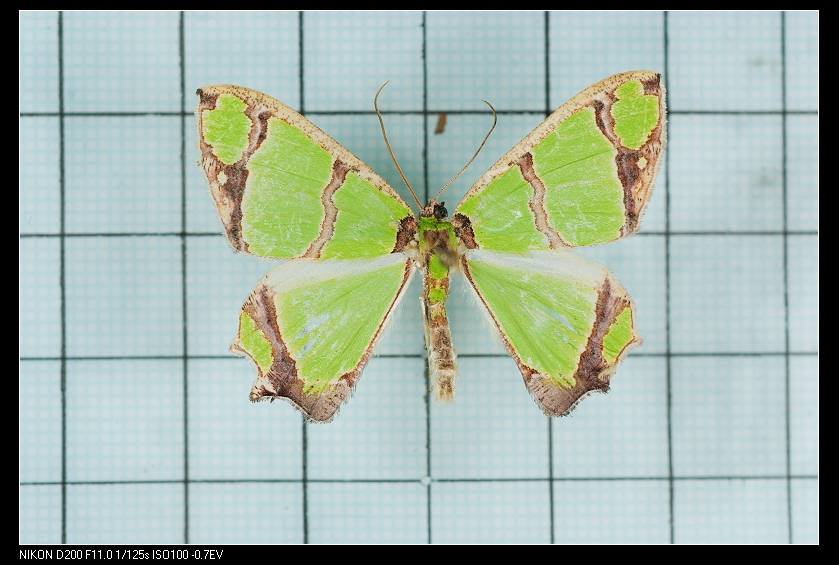